# ボナンノ・ピサーノ

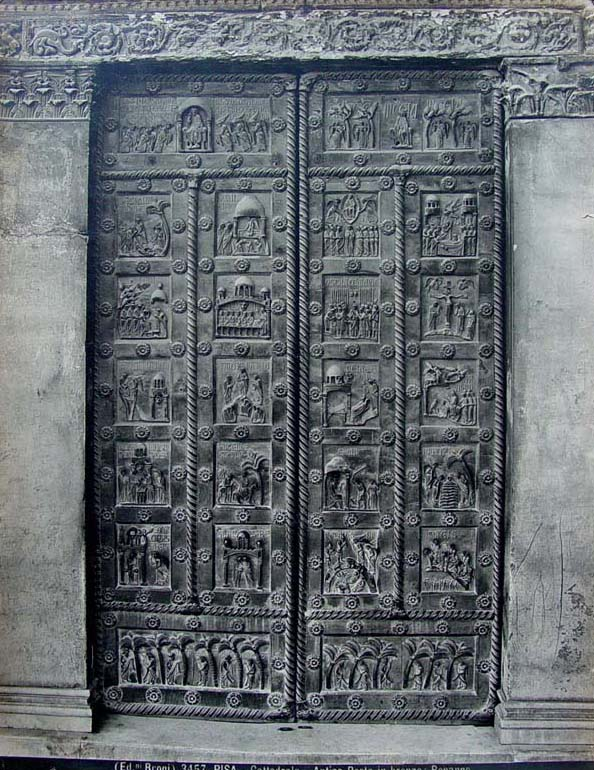
サン・ラニエリの扉

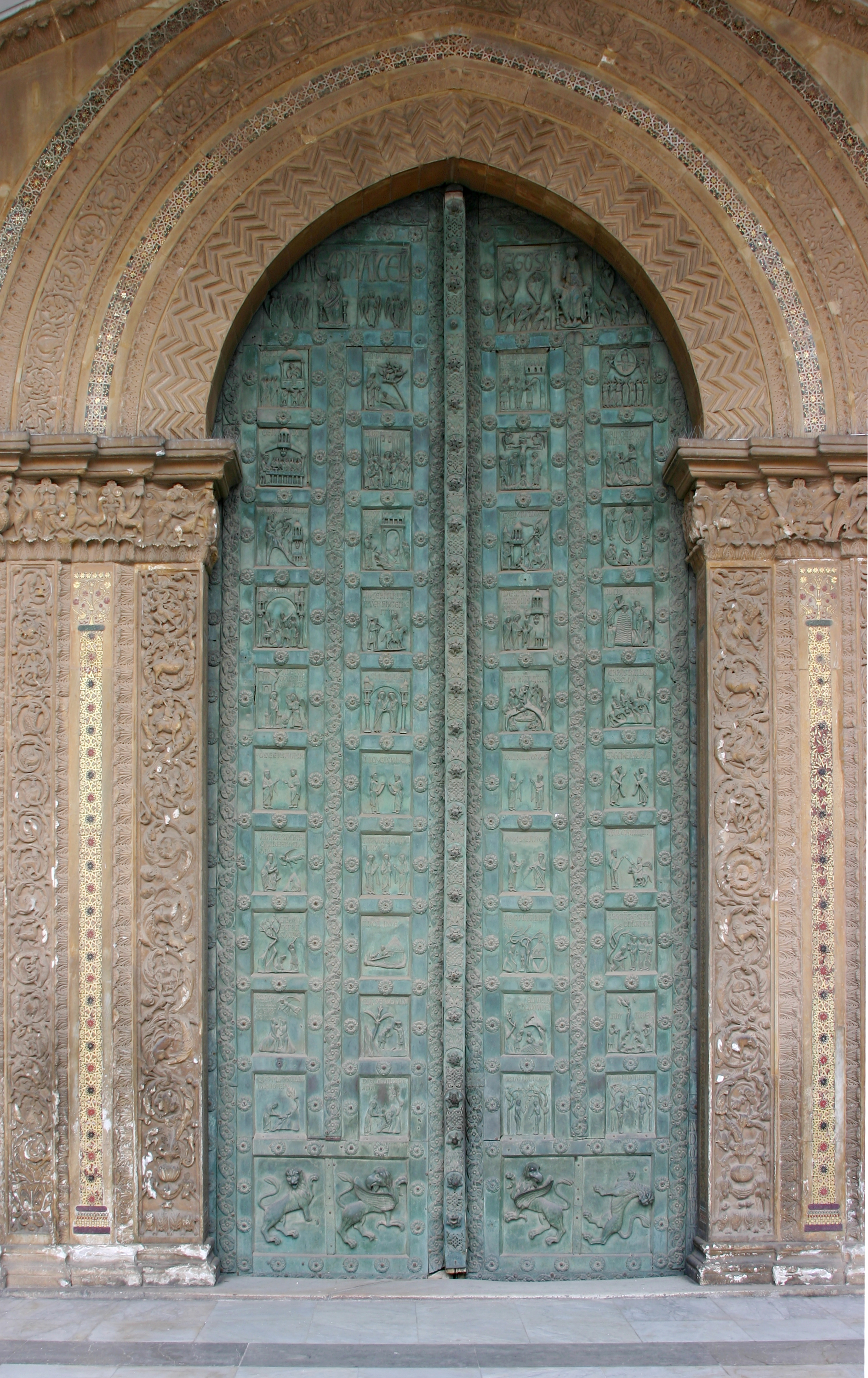
モンレアーレ大聖堂の青銅扉

ボナンノ・ピサーノ(イタリア語: Bonanno Pisano)、別名ボナンノ・ダ・ピサ(イタリア語: Bonanno da Pisa)は、イタリアの彫刻家。

## 経歴
1170年代から1180年代にかけて、ピサを中心に活躍した。ビザンティン美術と古典古代美術を織り交ぜた作風を特徴とする。
ピサで没した彼の遺体はピサの斜塔下部に葬られた。そのときの石棺が1820年に発見された。
なお、ジョルジョ・ヴァザーリが記した画家・彫刻家・建築家列伝に於いてピサーノが斜塔の設計者であるとされたが、実際に彼が設計したかどうかははっきりしていない。

## 代表作

### サン・ラニエリの扉
ピサ大聖堂にある青銅製の扉。大聖堂の右翼廊に位置する。1186年から製作され、キリストの一生をテーマとしている。
ピサ大聖堂ではこのほかにも正面扉を製作したが、1595年に起こった火事で焼け落ちてしまい現存しない。

### モンレアーレ大聖堂の青銅扉
モンレアーレ大聖堂にある青銅製の扉。1185年から1186年の作品とされる。扉には旧約聖書から新約聖書に至るまでの場面が描かれている。